# Enneacanthus obesus
O marigane-de-espinho (Enneacanthus obesus) é uma espécie de peixe da família Centrarchidae, endémica de bacias hidrográficas ao longo da costa atlântica dos Estados Unidos, desde o sul do Maine até ao Alabama.